# Ervas Secas
Ervas Secas (em turco:  Kuru Otlar Üstüne) é um filme turco de 2023, do gênero drama, dirigido por Nuri Bilge Ceylan e co-escrito por Ceylan, Ebru Ceylan e Akın Aksu. Estrelado por Deniz Celiloğlu, Merve Dizdar e Musab Ekici, o filme retrata um professor que trabalha na zona rural do leste da Anatólia com a esperança de se transferir para Istambul. O filme estreou na principal seção do Festival de Cinema de Cannes de 2023, onde Dizdar ganhou o prêmio de Melhor Atriz. Ervas Secas foi o filme  selecionado para representar a Turquia no prêmio de Melhor Filme Internacional no 96º Oscar, mas não foi indicado. 

## Trama
Samet é um professor que morava em Istambul, mas há anos foi enviado para trabalhar em uma vila remota no leste da Anatólia. Depois das férias, ele volta para o trabalho para lecionar o semestre de inverno. Samet mora junto com seu colega de trabalho Kenan, e ambos são acusados de comportamento inadequado por duas alunas. Para consternação de Samet, uma das denunciantes é Sevim, que até agora tem sido sua protegida. Nuray, professora de uma aldeia vizinha é apresentada a Samet, que apesar de achá-la atraente, não vê possibilidade de tentar um relacionamento com Nuray, visto que Samet está prestes a pedir transferência para Istambul. Assim, Samet apresenta a jovem professora à Kenan. Nuray foi vítima de uma explosão terrorista e perdeu uma perna. Juntos,os três discutem as possibilidades e os desafios de viver na região. Ao perceber que Kenan e Nuray pareçam se apaixonar, a atitude de Samet muda e ele também começa a se interessar por Nuray.

## Recepção

### Crítica
No Rotten Tomatoes, 93% das 56 críticas são positivas, com uma classificação média de 8,4/10. No Metacritic, o filme tem uma pontuação média de 88, com base em 22 críticas, sendo classificado como "aclamação universal". 